# Starburst (astronomía)

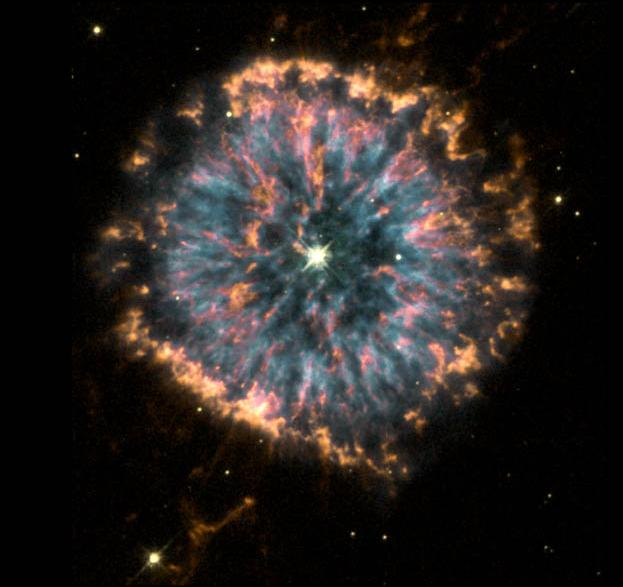
Explosión estelar

En astronomía, starburst (literalmente estallido de estrellas) es un término genérico para describir una región del espacio con una tasa de formación estelar anormalmente alta.
Por ejemplo, un cúmulo abierto muy joven puede tener alta tasa de formación estelar en su núcleo, pero este hecho es normal para este tipo de objetos. Sin embargo, una galaxia entera con la misma tasa de formación estelar podría ser considerada como un starburst.
El centro de la Vía Láctea se espera que comience un periodo de starburst en aproximadamente 200 millones de años, con una formación rápida de estrellas que llegarán a supernovas cien veces más rápidamente que la tasa normal. Un starburst puede también estar acompañado por la formación de jets galácticos, puesto que la materia caería en el agujero negro central.